# Episodi di Black-ish (seconda stagione)
La seconda stagione della serie televisiva Black-ish è stata trasmessa dall'emittente televisiva statunitense ABC dal 23 settembre 2015 al 18 maggio 2016.
In Italia, la stagione è stata trasmessa su Italia 1 dal 12 ottobre al 15 novembre 2018. Il 13 novembre l'episodio programmato non è stato trasmesso per lasciar posto ad una replica di The Big Bang Theory dedicata alla morte di Stan Lee avvenuta il giorno precedente.
| n° | Titolo originale             | Titolo italiano                    | Prima TV USA      | Prima TV Italia  |
| -- | ---------------------------- | ---------------------------------- | ----------------- | ---------------- |
| 1  | The Word                     | La parola con la N                 | 23 settembre 2015 | 12 ottobre 2018  |
| 2  | Rock, Paper, Scissors, Gun   | Sasso, carta, forbici, pistola     | 30 settembre 2015 | 15 ottobre 2018  |
| 3  | Dr. Hell No                  | Papo e i dottori                   | 7 ottobre 2015    | 16 ottobre 2018  |
| 4  | Daddy's Day                  | La festa del papi                  | 14 ottobre 2015   | 17 ottobre 2018  |
| 5  | Churched                     | Il gioco del sì                    | 21 ottobre 2015   | 18 ottobre 2018  |
| 6  | Jacked o' Lantern            | I cugini                           | 28 ottobre 2015   | 19 ottobre 2018  |
| 7  | Charlie in Charge            | Charles babysitter all'improvviso  | 11 novembre 2015  | 22 ottobre 2018  |
| 8  | Chop Shop                    | Il barbiere non si cambia          | 18 novembre 2015  | 23 ottobre 2018  |
| 9  | Man at Work                  | Un nuovo capo                      | 2 dicembre 2015   | 24 ottobre 2018  |
| 10 | Stuff                        | Buon Natale dalla famiglia Johnson | 9 dicembre 2015   | 25 ottobre 2018  |
| 11 | Plus Two Isn't a Thing       | Mai migliori amici                 | 6 gennaio 2016    | 26 ottobre 2018  |
| 12 | Old Digger                   | Un nuovo fidanzato                 | 13 gennaio 2016   | 29 ottobre 2018  |
| 13 | Keeping Up With the Johnsons | Al passo con la famiglia Johnson   | 20 gennaio 2016   | 30 ottobre 2018  |
| 14 | Sink or Swim                 | O affoghi o nuoti                  | 10 febbraio 2016  | 31 ottobre 2018  |
| 15 | Twindependence               | Gemellindipendenti                 | 17 febbraio 2016  | 1º novembre 2018 |
| 16 | Hope                         | Speranza                           | 24 febbraio 2016  | 2 novembre 2018  |
| 17 | Any Given Saturday           | Ogni maledetto sabato              | 16 marzo 2016     | 5 novembre 2018  |
| 18 | Black Nanny                  | La tata nera                       | 23 marzo 2016     | 6 novembre 2018  |
| 19 | The Leftovers                | Il tutore                          | 6 aprile 2016     | 7 novembre 2018  |
| 20 | Johnson & Johnson            | Johnson e Johnson                  | 13 aprile 2016    | 8 novembre 2018  |
| 21 | The Johnson Show             | L'asta di Rainbow                  | 27 aprile 2016    | 9 novembre 2018  |
| 22 | Super Rich Kids              | Ragazzi super ricchi               | 4 maggio 2016     | 12 novembre 2018 |
| 23 | Daddy Dre-Care               | Dre nuovo medico di famiglia       | 11 maggio 2016    | 14 novembre 2018 |
| 24 | Good-ish Times               | Bei vecchi tempi                   | 18 maggio 2016    | 15 novembre 2018 |

## Guest star
- Episodio 11: Tyra Banks (Gigi)